# Ramicourt
Ramicourt é uma comuna francesa na região administrativa de Altos da França, no departamento de Aisne. Estende-se por uma área de 3,82 km². Em 2010 a comuna tinha 153 habitantes (densidade: 40,1 hab./km²).